# 燕国 (秦漢之際)
燕国（前209年—前202年），中国战国时期的燕国在前222年，被秦国灭亡。秦末民變中，陈胜的张楚政权部将韩广复兴燕国，都城在蓟（今北京市）。灭秦之后，前206年正月，项羽分封诸侯，以臧荼为燕王，韩广为辽东王，由於韓廣不願回到自己的封地，臧荼在無終(今天津蓟州区）將其殺害，並且吞併遼東王原有土地。204年，臧荼归附刘邦。前202年，臧荼反汉被灭，刘邦以卢绾为燕王。